# 朴斗鎭
朴 斗鎭（パク・ドゥジン、パク・トゥジン、1916年 - 1998年9月16日）は韓国の詩人。京畿道安城出身。

## 略歴
1916年、京畿道安城郡で生まれる。1939年、「文章」に「香峴」 「墓地頌」などを発表した。解放後は延世大学校、又石大学校（後に高麗大学校と合併）と梨花女子大学校で教授を歴任した。
朴木月、趙芝薰との共著である『青鹿集』は、日本帝国時代の末、韓国人の民族意識と抵抗的な姿勢を、主に自然をテーマにして詩化している。
朴斗鎭の詩は、日本帝国により民族主体性が傷つけられたという認識と帝国主義を批判する抵抗意識に基づいている。 「墓地頌」でも、死の意識を振り放い、新しい人生を見つめる日差しを詠いながら、祖国の未来を蘇らせる宗教的な意味も含蓄している。
朴斗鎭の初期の作品は、このように伝統的で女性的な情緒から離れて男性的な気概を詩化している点が特徴である。また、作品に描かれている自然は根本的には順応と和合の知恵を求めるという意味も持っている。韓国が解放された後に書かれた 「日」は新しい韓国の創造的な意志を表した代表的な作品である。
1972年にはノーベル文学賞の候補者となっていたことが、選考から50年以上を経過してノーベル賞委員会が公表した候補者リストにより判明している。

## 受賞歴
- 1956年、アジア自由文学賞
- 1962年、ソウル市文化賞
- 1970年、3‧1文化賞
- 1976年、芸術院賞

## 主な作品
- 詩
  - 1946年、청록집 (青鹿集)(共著)
  - 1953年、오도（午禱）
  - 1962年、거미와 성좌（蜘蛛と星座）
  - 1963年、인간밀림（人間密林）
  - 1967年、하얀 날개（白い翼）
  - 1973年、고산식물（高山植物）
  - 1973年、사도행전（使徒行伝）
  - 1981年、수석열전 （水石列傳）
  - 1981年、야생대 （野生帯）
  - 1981年、포옹무한 （抱擁無限）

- エッセイ集
  - 1981年、생각하는 갈대 (考えるアシ）
  - 1981年、언덕에 이는 바람  （丘に吹く風）
  - 1981年、그래도 해는　뜬다  （それでも太陽は昇る）

- 詩論書 
  - 1970年、 한국현대시론 (韓国現代詩論)
  - 1976年、 현대시의 이해와 체험（現代詩の理解と体験）